# تبادل الرزم المتتالية
تبادل الرزم المتتالية (بالإنجليزية: Sequenced Packet Exchange)‏ هو بروتوكول ضمن مجموعة بروتوكولات IPX/SPX والذي يتوافق مع بروتوكول طبقة نقل موجه باتصال في نموذج الترابط الحر بين الأنظمة. إنه موثوق وموجه بالاتصال، ويشبه بروتوكول التحكم بالنقل في حزمة بروتوكولات الإنترنت، ولكنه بروتوكول ديتاغرامي بدلاً من بروتوكول تدفقي.